# Tarcisio Isao Kikuchi
Tarcisio Isao Kikuchi, S.V.D. (* 1. listopadu 1958, Mijako, Prefektura Iwate) je japonský římskokatolický řeholník a biskup, od roku 2024 designovaný kardinál.

## Život
Ve 26 letech vstoupil do misionářské společnosti verbistů, po slibech a kněžském svěcení působil v misiích v Africe, roku 1999 se stal provinciálem ve své kongregaci. 

### Biskupská služba
V dubnu 2004 jej papež Jan Pavel II. jmenoval biskupem v japonské diecézi Niigata; biskupské svěcení přijal v září téhož roku.
25. října 2017 jej papež František jmenoval metropolitním arcibiskupem tokijským. Od května 2023 je prezidentem Caritas Internationalis.

### Kardinálská kreace
V neděli 6. října 2024 papež papež František oznámil, že na 8. prosince 2024 svolá konzistoř, v níž bude jmenovat 21 nových kardinálů a mezi nimi také Mons. Kikuchiho.